# Мраченик
Мраченик (болг. Мраченик) — село в Болгарии. Находится в Пловдивской области, входит в общину Карлово. Население составляет 117 человек.

## Политическая ситуация
Мраченик подчиняется непосредственно общине и не имеет своего кмета.
Кмет (мэр) общины Карлово — Найден Христов Найденов (коалиция партий:Болгарская социалистическая партия (БСП), Земледельческий союз Александра Стамболийского (ЗСАС), Болгарская социал-демократия, Движение за социальный гуманизм (ДСХ), политический клуб «Экогласность», политический клуб «Фракия») по результатам выборов в правление общины.